# Palestra (Ercolano)

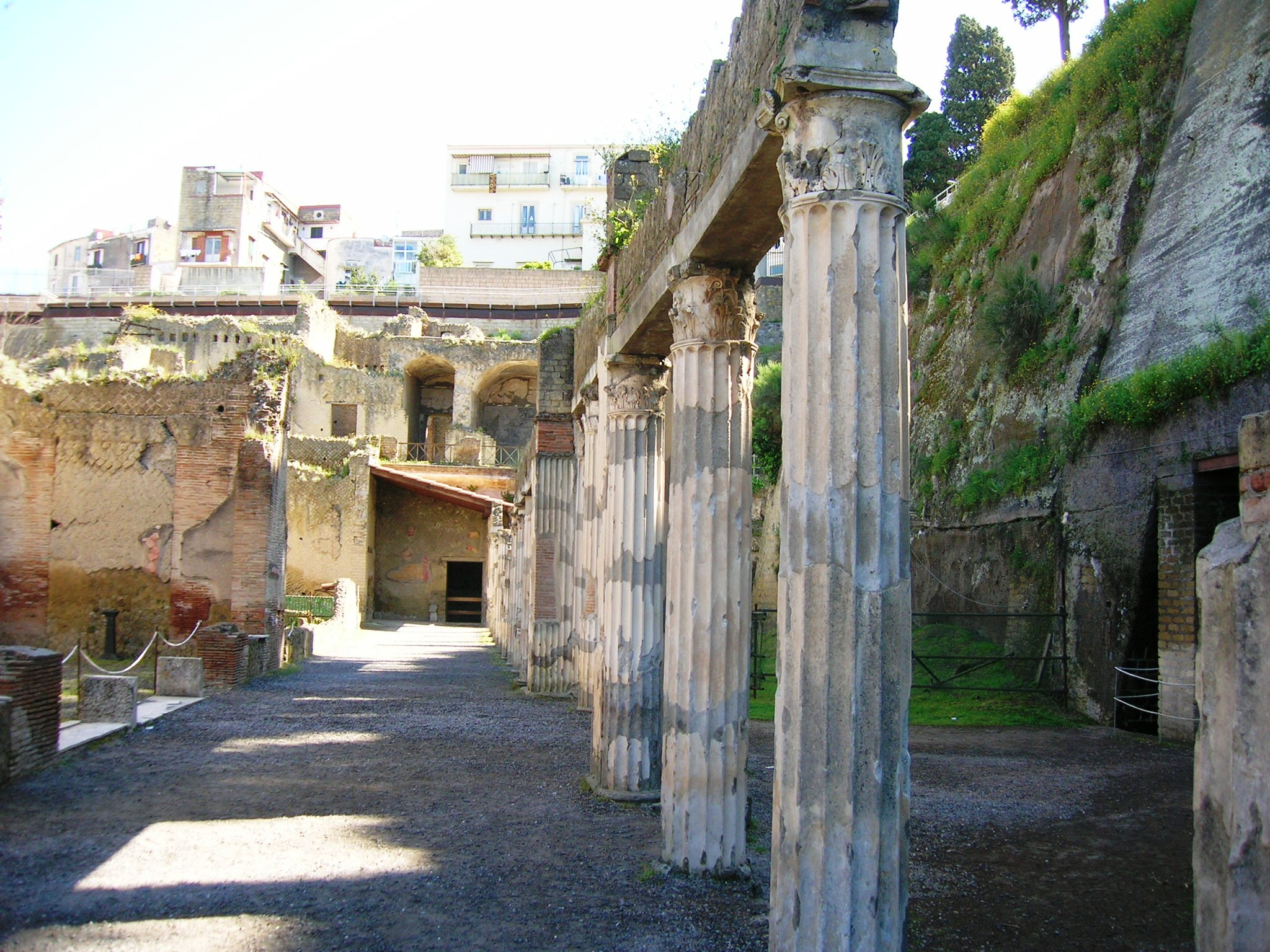
Colonnato

La Palestra è un impianto sportivo, sepolto dall'eruzione del Vesuvio del 79 e ritrovato a seguito degli scavi archeologici dell'antica Ercolano.

## Storia e descrizione
La Palestra di Ercolano venne costruita durante il periodo augusteo, tra il 27 ed il 14; subì poi dei lavori di restauro a seguito del terremoto di Pompei del 62 e venne infine sepolta sotto una coltre di fango durante l'eruzione del Vesuvio del 79. Fu esplorata per la prima volta, tramite cunicoli, per volere dei Borbone, nel XVIII secolo, quando venne depredata di tutte le opere d'arte e reperti ed in seguito, con gli scavi promossi da Amedeo Maiuri all'inizio del XX secolo, fu riportata parzialmente alla luce.

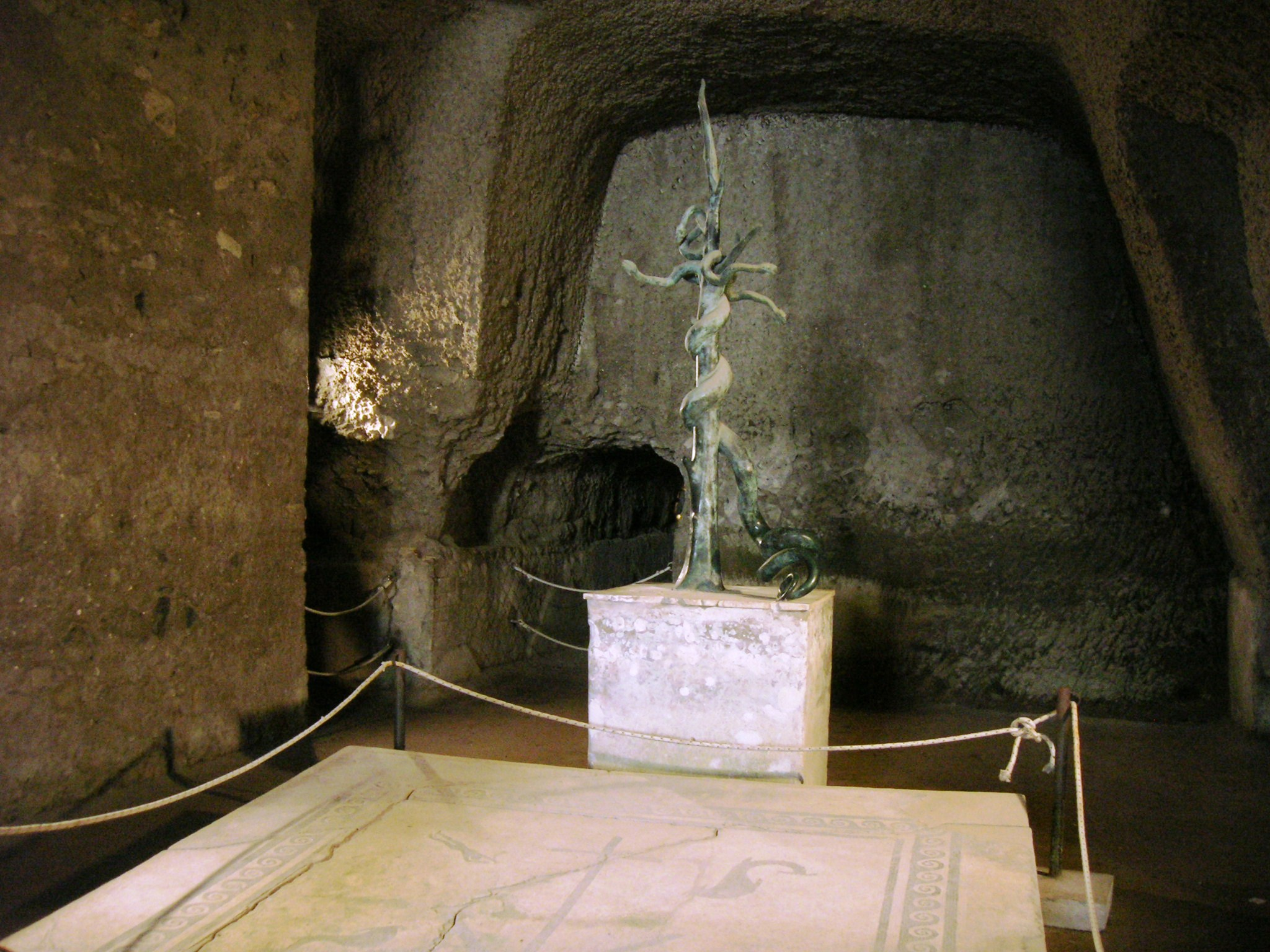
Riproduzione della statua dell'Idra di Lerna

La palestra ha una lunghezza di centocinque metri per settanta ed è un terzo più piccola rispetto alla Palestra Grande di Pompei: realizzata su due livelli, ha l'ingresso lungo il cardo V, contrassegnato da due colonne e coperto da una volta, in larga parte crollata, affrescata con un cielo stellato; sullo stesso lato dell'entrata si trova una sala absidata, alta circa metri, con pavimenti e zoccolatura in marmi policromi, asportati durante le indagini borboniche ed al centro un podio sul quale poggiava una statua, probabilmente appartenente ad un membro della dinastia giulio-claudia, mai ritrovata: l'unico elemento rinvenuto è un tavolo in marmo utilizzato come mensa agonistica. Intorno alla sala inoltre si aprono diversi ambienti con pareti a fondo bianco ed affreschi in terzo stile a soggetto egittizzante: due pannelli sono stati staccati per essere conservati all'interno del museo archeologico nazionale di Napoli. La palestra è circondata su tre lati da un portico con colonne corinzie scanalate in tufo e mattoni stuccati, mentre su un unico lato, quello che corre lungo il decumano massimo il colonnato regge una loggia, sulla quale si trova una sala ritenuta erroneamente in un primo momento essere il tempio della Mater Deum, a causa del ritrovamento di un'epigrafe che attestava il finanziamento dei lavori di ristrutturazione del tempio a spese di Vespasiano dopo i danni provocati dal terremoto del 62: tuttavia, dopo il recupero di altri oggetti come un base scolpita con geroglifici e statue di divinità egizie quali Atum, Iside e Arpocrate, appartenenti al tempio di Iside ancora da scavare, si è giunti alla conclusione che tutti questi reperti siano stati trasportati dalle loro collocazioni originali alla sala a seguito delle colate piroclastiche durante l'eruzione del 79. Al centro della palestra si trova la piscina, in parte accessibile attraverso i cunicoli scavati in epoca borbonica: a forma di croce, con i due bracci che misurano rispettivamente cinquanta e trenta metri, ha una profondità di un metro ed una lunghezza di cinque; al centro è posta la riproduzione dell'originale statua dell'Idra di Lerna, a cinque teste, avvolta intorno ad un albero: si tratta di un richiamo ad Ercole, fondatore della città, il quale aveva sconfitto tale mostro. Nei pressi della piscina inoltre era presente il vivaio con ai lati anfore incassate per la deposizione della uova dei pesci: a seguito dei lavori di restauro venne abbandonato e ricoperto da detriti. Esternamente alla palestra, lungo il cardo V, si aprono numerose botteghe, originariamente provviste di un piano superiore, dato in affitto: tra queste, due panifici con macine in lava e in particolare in uno, appartenuto a Sextus Patulcus Felix, come testimoniato da un sigillo, sono stati ritrovati teglie in bronzo, le ossa di un asino utilizzato per azionare la macina e due falli in stucco contro il malocchio. Altre attività commerciali sono tre tintorie e la bottega di un gemmarius, al cui interno, oltre a pietre intagliate, è stato rinvenuto, sul letto, lo scheletro di una donna con in mano un piccolo telaio.